# Malcolm & Marie
Malcolm & Marie es una película estadounidense de drama romántico escrita y dirigida por Sam Levinson y protagonizada por Zendaya y John David Washington. Fue rodada en secreto durante la pandemia. En septiembre de 2020 Netflix compró los derechos de distribución por 30 millones de dólares y la estrenó el 5 de febrero de 2021.

## Sinopsis
Un cineasta (John David Washington) regresa a casa con su novia (Zendaya) después de celebrar el estreno de una película  de la que espera que sea probablemente un éxito crítico y financiero. Pero la noche dará un giro cuando revelaciones sobre sus relaciones comienzan a aflorar, poniendo a prueba la fuerza de su amor.

## Reparto
- Zendaya como Marie Jones[4]
- John David Washington como Malcolm Elliot

## Producción

### Desarrollo
En julio de 2020 se anunció que John David Washington y Zendaya se habían unido al elenco de la película, con Sam Levinson dirigiendo un guion que escribió y terminó en seis días. La película fue rodada en una casa privada durante la pandemia de COVID-19, del 17 de junio al 2 de julio.  En ese momento, Levinson y Zendaya estaban involucrados en la serie de HBO Euphoria, que había detenido la producción de su segunda temporada debido a la pandemia, y Zendaya le pidió a Sam que escribiera la película. El rodaje tuvo lugar en su totalidad en Caterpillar House, una casa privada en Carmel, California. La película siguió los protocolos de seguridad locales de COVID-19, incluido todo el elenco y el equipo en cuarentena durante el rodaje, así como dos semanas antes y después del rodaje, controles diarios de temperatura y mayores medidas de saneamiento. La película se filmó en 35 mm en blanco y negro.

### Estreno
En septiembre de 2020, Netflix adquirió los derechos de distribución de la cinta por US$30 millones, superando a empresas como HBO, A24 y Searchlight Pictures. Se estrenó el 5 de febrero de 2021.

### Recepción
La película recibió reseñas mixtas de parte de los críticos, pero todos elogiaron las actuaciones de Zendaya y John David Washington, y tuvo reseñas positivas de parte de la audiencia.
En el agregador de reseñas Rotten Tomatoes, el 57% de las reseñas críticas fueron positivas y de la audiencia fue el 68%.
En el sitio IMDb tine una calificación de 6'7/10. En la página web FilmAffinity está calificada con un 6'4/10.